# Papua-Nowa Gwinea na Letnich Igrzyskach Olimpijskich 1976
Papuę-Nową Gwineę na XXI Letnich Igrzyskach Olimpijskich w Montrealu reprezentowało sześciu zawodników. Był to debiut tego państwa na igrzyskach olimpijskich. Żaden z reprezentantów nie zdobył medalu.

## Reprezentanci

### Lekkoatletyka
- bieg na 200 metrów mężczyzn
  - Wavala Kali - 1 runda, bieg 7: czas: 22,64 s, 7 miejsce na 7 zawodników (nie zakwalifikował się do rundy 2)
- bieg na 400 metrów mężczyzn
  - Wavala Kali - 1 runda, bieg 4: czas: 48,85 s, 7 miejsce na 8 zawodników (nie zakwalifikował się do rundy 2)
- bieg na 5000 metrów mężczyzn
  - John Kokinai - 1 runda, bieg 2: czas: 14:58,33, 11 miejsce na 11 zawodników (nie zakwalifikował się do rundy 2)
- bieg na 10 000 metrów mężczyzn
  - Tau John Tokwepota - 1 runda, bieg 3: czas: 32:26,96, 14 miejsce na 14 zawodników (nie zakwalifikował się do rundy 2)
- maraton mężczyzn
  - Tau John Tokwepota - czas: 2:38:04,6, 56 miejsce na 60 zawodników
  - John Kokinai - czas: 2:41:49,0, 59 miejsce na 60 zawodników

### Boks
- waga papierowa (do 48 kg) mężczyzn
  - Zoffa Yarawi
    - I runda: przeciwnik: Venostos Ochira (Uganda), wynik: zwycięstwo walkowerem[1]
    - II runda: przeciwnik: Jorge Hernández (Kuba), wynik: przegrana (znokautowany w 3 rundzie)
- waga kogucia (do 54kg) mężczyzn
  - Tumat Sogolik
    - I runda: przeciwnik: Samuel Meck (Kamerun), wynik: zwycięstwo walkowerem[2]
    - II runda: przeciwnik: Chul Soon-hwang (Korea Południowa), wynik: przegrana (znokautowany w 2 rundzie)

### Strzelectwo
- Trap mieszany (kobiety i mężczyźni)
  - Trevan Clough - wynik: 159 pkt., 35 miejsce na 43 zawodników